# János Csernoch
János Csernoch (Slovaaks: Ján Černoch) (Szakolcza, 18 juni 1852 – Esztergom, 25 juli 1927) was een Rooms-Katholiek kardinaal en als bisschop van Esztergom was hij primaat van Hongarije.
In 1874 ontving hij de wijding tot diaken en in 1876 behaalde hij zijn doctoraat in de theologie aan de Universiteit van Wenen. Ondanks zijn Slovaakse afkomst en banden met Slovaaks-nationalistische activisten, had hij een ambivalente houding tegenover de Slovaaks-nationale beweging. Hij ondersteunde Slovaakse activiteiten financieel en publiceerde artikels in Slovaakse kranten, maar na 1910 werd hij een voorstander van de eenheid van het koninkrijk Hongarije. Enkele maanden na zijn wijding tot diaken, werd hij ook tot priester gewijd. Hij oefende achtereenvolgens verschillende functies uit binnen het aartsbisdom Esztergom. In 1901 werd hij lid van het Huis van Afgevaardigden, als vertegenwoordiger van zijn geboortestad Szakolcza.

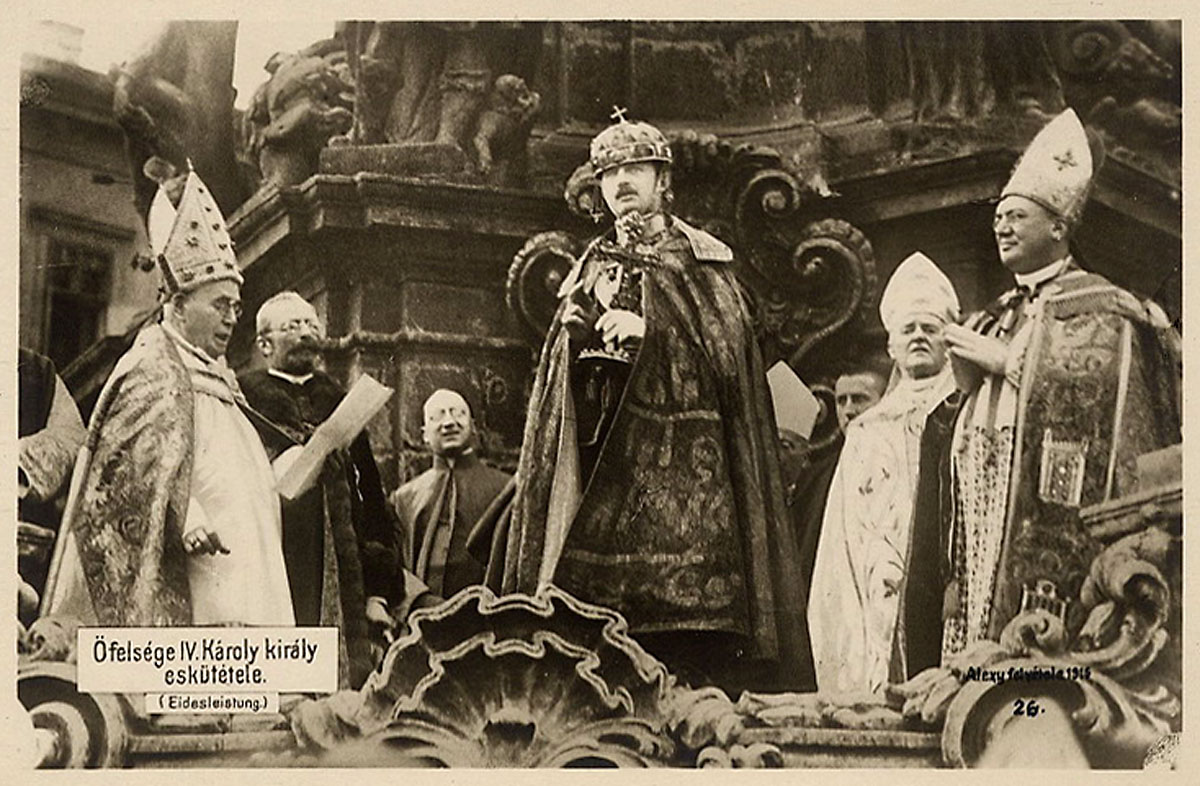
Kardinaal Csernoch (links) na de kroning van Karel IV in Boedapest op 30 december 1916

In februari 1908 werd hij door paus Pius X aangesteld tot bisschop van Csanád en in 1911 tot aartsbisschop van Kalocsa. In 1912 werd hij door de paus overgeplaatst naar het aartsbisdom Esztergom en werd zo primaat van Hongarije. In mei 1914 creëerde Pius X Csernoch tot kardinaal en ontving deze de rode biretta uit handen van aartshertog Frans Ferdinand, die in juni vermoord zou worden. In 1915 ontving Csernoch de Orde van de Heilige Stefanus. Op 30 december 1916 kroonde hij aartshertog Karl tot koning van Hongarije. Csernoch nam deel aan het Conclaaf van 1914, waarbij paus Benedictus XV werd verkozen en aan het Conclaaf van 1922, dat paus Pius XI verkoos. Hij stierf in 1927.
- Bibliothèque nationale de France: cb165606342 (data)
- Gemeinsame Normdatei: 119251884
- International Standard Name Identifier: 0000 0000 3974 880X
- Library of Congress Control Number: n93002790
- Système universitaire de documentation: 166708518
- Virtual International Authority File: 3276681
- WorldCat: E39PBJfmtYq99gJjcwMyYFt3Qq